# Арна (гавар)
Ырна (арм. Ըռնա) либо Арна (арм. Առնա) — гавар провинции Парскахайк Великой Армении.